# الكتلة البرلمانية لنواب الإخوان المسلمين
- الكتلة البرلمانية لنواب الإخوان المسلمين في مصر (الدورة البرلمانية 2005 - 2010)
- الكتلة البرلمانية لنواب الإخوان المسلمين في مصر (الدورة البرلمانية 2000 - 2005)
- الكتلة البرلمانية لنواب التحالف الإسلامي في مصر (الدورة البرلمانية 1987 - 1990)
- الكتلة البرلمانية لنواب الإخوان المسلمين في مصر (الدورة البرلمانية 1984 - 1987)
- الإخوان المسلمون والعمل السياسي